# Federální správní soud Švýcarska
Federální správní soud Švýcarska (německy: Bundesverwaltungsgericht, francouzsky: Tribunal administratif fédéral, italsky: Tribunale administrativo federale, rétorománsky: Tribunal administrative federal) je jedním ze švýcarských federálních soudů. Jedná se o vrcholný soudní orgán, který sice vystupuje jako federální autorita, ale jehož rozhodnutí mohou být zrušena ze strany Nejvyššího federálního soudu Švýcarska (Federal Supreme Court of Switzerland).

## Účel
Federální administrativní soud vznikl v rámci reformy švýcarského spolkového soudnictví v roce 2005, kdy nahradil dosavadních třicet odvolacích senátů vykonávajících dohled nad různými segmenty federální veřejné správy. Do roku 2007 působila jako poslední odvolací soud ve věcech správních také spolková rada. Její kompetence pak definitivně převzal nově vzniklý Federální administrativní soud, čímž byl definitivně garantován princip nezávislosti správního soudnictví.

## Organizace
Federální administrativní soud je rozdělen do šesti divizí s celkovým počtem 73 soudců:
- I: Infrastruktura, finance a státní služba
- II: Ekonomika, školství a hospodářská soutěž
- III: Imigrace, zdravotnictví a sociální zabezpečení
- IV: Azyl
- V: Azyl
- VI: Získávání občanství

Soudci jsou voleni spolkovým parlamentem a jejich funkční období je šestileté s možností znovuzvolení. Od roku 2022 předsedá Federálnímu shromáždění Vito Valenti.

## Sídlo
Federální administrativní soud původně sídlil v Bernu. V létě 2012 byl pak přesunut do nově rekonstruované budovy.

## Extení odkazy
- Website of the FAC v němčině, francouzštině a italštině
- English language booklet on the FAC published by the Court
- Federal Law of 17 June 2005 on the Federal Administrative Court v němčině, francouzštině a italštině